# Phlebia subfascicularis
Phlebia subfascicularis är en svampart som först beskrevs av Elsie Maud Wakefield, och fick sitt nu gällande namn av Nakasone & Gilb. 1998. Phlebia subfascicularis ingår i släktet Phlebia och familjen Meruliaceae.   Inga underarter finns listade i Catalogue of Life.